# 145-та вулиця (Мангеттен)
145-та вулиця (англ. 145th Street) — це головна перехресна вулиця в районі Гарлем, у Нью-Йоркському боро Мангеттен. Це одна з 15 перехресних вулиць, накреслених у плані Уповноваженого 1811 року, який встановив сітку пронумерованих вулиць на Мангеттені. Утворює південний кордон району Шугар-Гілл у Гарлемі.